# Коктелски кишобран
Коктелски кишобран представља кишобран или сунцобран минијатурних димензија, направљен од папира, картона и чачкалице, а коришћен у сврхе украшавања и декорисања хране и пића, првенствено коктела и десерта. За разлику од пуноправних кишобрана и сунцобрана, они за коктеле имају претежно естетски значај. Заштита од Сунчевог зрачења коју овај предмет пружа леду у пићу симболичног је значаја.

## Опште одлике
Коктелски кишобран прави се од папира, претходно обојеног у неку боју или са карактеристичним дезеном. То је део који замењује водоотпорно платно правих уређаја. Металну или пластичну шипку у овом случају замењује чачкалица или неко друго меко дрво. Исти је случај са расклопивим жицама. Врхови жица, односно чачкалица у случају коктелских кишобрана, обложени су пластиком, односно картоном. Како би се спречило спонтано затварање, на чачкалицу која представља осовину ставља се пластични заштитни прстен, што чини механику присутну код индустријских примерака.
Кишобранчићи су разнобојни и шарени, што, иако је најчешће довољно добар украс за пића и десетре, није нужно и једини. Неке од могућности за додатно побољшавање доживљаја приликом употребе истих јесу и пробадање парчади ананаса или другог тропског воћа кроз осовинску чачкалицу или пак обликовање кишобрана маказама тако да поприме други изглед, насупрот уобичајеног кружног. На интернету су доступне бесплатне шаре које се могу одштампати, док није искључено ни ручно исцртавање сваког украса посебно. У случају кућних посета, различите боје, облици или шаре могу помоћи у разликовању која чаша припада коме.

## Иновативност
Као и у случају других предмета од дрвета и малих димензија, и коктелски кишобрани нису редак предмет интересовања колекционара, хобиста и учитеља. Сем за украшавање хране и пића, могу се користити у разне друге сврхе, као што су прављење лампи, венаца и других креативних предмета. Стилиста Дејвид Фолвегер је у склопу ракламне кампање за дрвени ормар кишобранчићима за пиће облепио зид једне собе.
Лични коктелски кишобрани лаки су за прављење. Потребно је имати жељени папир (обојен, украшен и слично), маказе, лепак и чачкалицу. Папир се маказама исече у облик круга. Затим се по систему торте исече осмина круга. Новонастале ивице се примакну и залепе лепком, док ће због физичких особина папир сам прећи у конусни облик. Након сушења лепка, врх купе се пробуши чачкалицом и кишобранчић је спреман. Разлика ручно рађених и индустријских кишобрана састоји се у томе што први немају дрвене „жице“, те се не могу контролисати њихова отвореност. Уместо лепка, прихватљива је и лепљива трака.

## Историја
Популаризацијом барова у Сједињеним Америчким Државама, који су од свог оснивања привлачили велики број муштерија, развиле су се и барменске вештине. Уз то се створила и потреба за украшавањем пића. На првом месту била је сламчица, а касније су се развили и кишобранчићи. Прва забележена употреба овог предмета у декоративне сврхе забележена је 1932. у санфранцисканском ресторану „Трејдер Викс“ власника Виктора Бергерона.
Ипак, ово није прва употреба коктелских кишобрана, јер сам Бегерон тврди да је идеју преузео од Дона Бичкомбера, оснивача тики ресторана, барова и клубова. Убрзо након прве употребе, кишобранчићи су сматрани „веома егзотичним“, што је карактеристика уобичајена за изуме са америчке западне обале тог времена. Могло би се рећи да су били статусни симбол. Стога поједини аутори сматрају да су у двадесет и првом прерасли у клише.
Међутим, упркос означавањима овог предмета као клише након толико година, прва асоцијација на њега и данас јесте полинежанска (тики) култура, али и обрнуто. Тако су кишобранчићи малтене неизоставни део коктела овог стила, као што су мајтај, зомби, ураган, бичкомбер, рамранер и свизл. Од чудних дешавања у вези са индустријским артиклима ове врсте, августа 2007. забележена је жалба купца који је у купљеним коктелским кишобранима из британског Теска нашао исечке из кинеских новина. Тако је на интернету кренула да кружи прича о томе да се исти праве од рециклираних источноазијских новина. Мада податак није лажан, треба напоменути да нису сами артикли ти који се праве од рециклираних новина, већ згужвани исечци служе као потпора механичкој структури и, уколико купац не расклопи кишобранчић, они нису видљиви нити долазе у контакт са спољашњошћу.